# Pierrecourt, Haute-Saône
Pierrecourt är en kommun i departementet Haute-Saône i regionen Bourgogne-Franche-Comté i östra Frankrike. Kommunen ligger i kantonen Champlitte som tillhör arrondissementet Vesoul. År 2022 hade Pierrecourt 107 invånare.

## Befolkningsutveckling
Antalet invånare i kommunen Pierrecourt
| Referens: INSEE |